# جون ليلي
جون ليلي (بالإنجليزية: John Lilly)‏ هو مبرمج أمريكي، ولد في 1971.